# Xã Spencer, Quận Boyd, Nebraska
Xã Spencer (tiếng Anh: Spencer Township) là một xã thuộc quận Boyd, tiểu bang Nebraska, Hoa Kỳ. Năm 2010, dân số của xã này là 651 người.